# Sumampa Viejo
Sumampa Viejo es una localidad argentina ubicada en el departamento Quebrachos de la provincia de Santiago del Estero. Se encuentra 3 km al este de Sumampa, sobre la ruta provincial 13. Se ubica en un valle rodeado de cerros de escasa altura y recorrida por un arroyo.
En este pueblo se venera la imagen de Nuestra Señora de la Consolación, patrona de Santiago del Estero. En 1630 se produjo un gravísimo incidente sísmico que llevó a la construcción de la capilla, que fue edificada en 1659, y reconstruida en 1778 y 1808 cuando su fama se extendió ampliamente; una publicación inglesa de 1825 la destaca como una de las mejores capillas de influencia jesuita. En 1692 el sacerdote del santuario declaró que en la localidad no había indios, no obstante abipones y mocovíes eran una amenaza para los poblados españoles por sus constantes incursiones.
Se destaca como centro turístico por su paisaje serrano extraño en la provincia, las procesiones a la Virgen de la Consolación, la casa del Capital Cosme Porra, expresiones de arte rupestre en los cerros y actividades serranas como senderismo o mountain bike.

## Santuario de Nuestra Señora de la Consolación de Sumampa

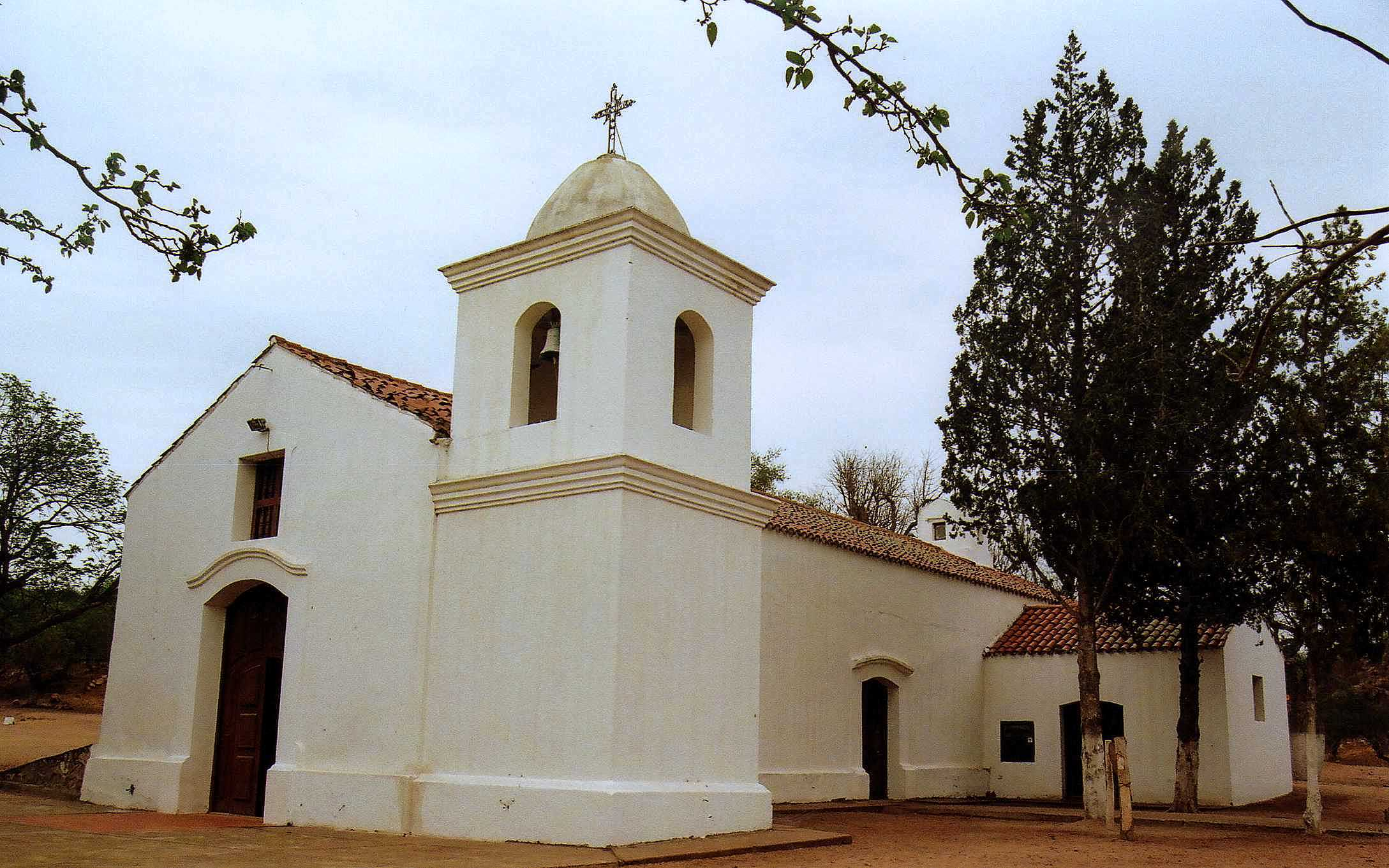
Santuario de Sumampa Viejo

Santuario de Nuestra Consolación de Sumampa. Cuando en el siglo XVII Don Antonio Farías de Saá encargó a un amigo la compra de la imagen de la Pura y Limpia Concepción en Pernambuco (Brasil), para su hacienda en Sumampa, no sabía que estaba dando origen a uno de los mayores cultos marianos de la Argentina. La imagen comprada no fue otra que la de Nuestra Señora de Luján, Patrona de la Argentina, que llegó acompañada de otra, más pequeña, la de Nuestra Señora de la Consolación de Sumampa.
El Santuario de Nuestra Señora de la Consolación de Sumampa, es el único edificio en pie del periodo Virreinal en toda la provincia. La virgen de Sumampa se encuentra en la misma capilla de tejas desde hace casi cuatro siglos y ocupa el mismo solar campestre.
El Santuario de Sumampa fue declarado Monumento Histórico provincial por decreto acuerdo “A” N.º 11 del 18 de julio de 1972, y declarado monumento histórico nacional por Decreto Ley N.º 1180 del 12 de noviembre de 1973 como un testimonio de alta valoración histórica, arquitectónica, religiosa y cultural.

### Títulos y honores otorgados a la Virgen
- Patrona de los transportistas (por haber recorrido un largo camino desde Brasil hasta Sumampa en diferentes medios de transporte, barco, carreta, lomo de mula, etc.) - 1983
- Patrona del Pueblo de la provincia de Santiago del Estero - 1984
- Patrona de la Cultura de Santiago del Estero - 1995
- Patrona de los estancieros (un estanciero la trajo del Brasil)
- Patrona de la lluvia
- Madre de los humildes y desamparados
- Guardiana del Honor y la Dignidad Argentina
- Patrona de las escuelas y la policía

## Población
Cuenta con 53 habitantes (Indec, 2010), lo que representa un descenso del 19,7% frente a los 66 habitantes (Indec, 2001) del censo anterior.
| Gráfica de evolución demográfica de Sumampa Viejo entre 1991 y 2010 |
|                                                                     |
| Fuente: Censos nacionales del INDEC                                 |

## Sismos de Santiago del Estero
El 1 de enero de 2011 (14 años), 21 de febrero y el 2 de septiembre de 2011, varias extensas áreas fueron epicentro de sismos de 7,0; 5,9; y 6,9 grados en la escala de Richter, aunque sin causar daños ni víctimas, pues se registraron a profundidades de 600 km; y los movimientos telúricos llegaron a sacudir edificios altos en varias provincias, incluyendo la ciudad de Buenos Aires.

### Sismicidad
La sismicidad del área de Santiago del Estero es frecuente y de intensidad baja, y un silencio sísmico de terremotos medios a graves cada 40 años.
El 4 de julio de 1817 (207 años), sismo de 1817 de 7,0 Richter, con máximos daños reportados al centro y norte de la provincia, donde se desplomaron casas y se produjo agrietamiento del suelo, los temblores duraron alrededor de una semana. Se estimó una intensidad de VIII grados Mercalli. Hubo licuefacción con grandes cantidades de arena en las fisuras de hasta 1 m de ancho y más de 2 m de profundidad. En algunas de las casas sobre esas fisuras, el terreno quedó cubierto de más de 1 dm de arena.
Aunque la actividad geológica ocurre desde épocas prehistóricas, el sismo del 20 de marzo de 1861 (164 años) señaló un hito importante dentro de la historia de eventos sísmicos argentinos ya que fue el más fuerte registrado y documentado en el país. A partir del mismo la política de los sucesivos gobiernos provinciales y municipales han ido extremando cuidados y restringiendo los códigos de construcción. Pero solo con el terremoto de San Juan del 15 de enero de 1944 (81 años) los Estados provinciales tomaron real estado de la gravedad sísmica de la región.